# カレル・ウルバーネク
カレル・ウルバーネク（チェコ語: Karel Urbánek, 1941年3月22日 - ）は、チェコスロバキアの政治家。ビロード革命の間のチェコスロバキア共産党の指導者（書記長）だった。
1989年11月24日に行われた選挙の後、ミロシュ・ヤケシュに代わりチェコスロバキア共産党の書記長として、同年ラディスラフ・アダメッツに引き継がれるまで、党首として残った。